# Aéroport Frans-Kaisiepo

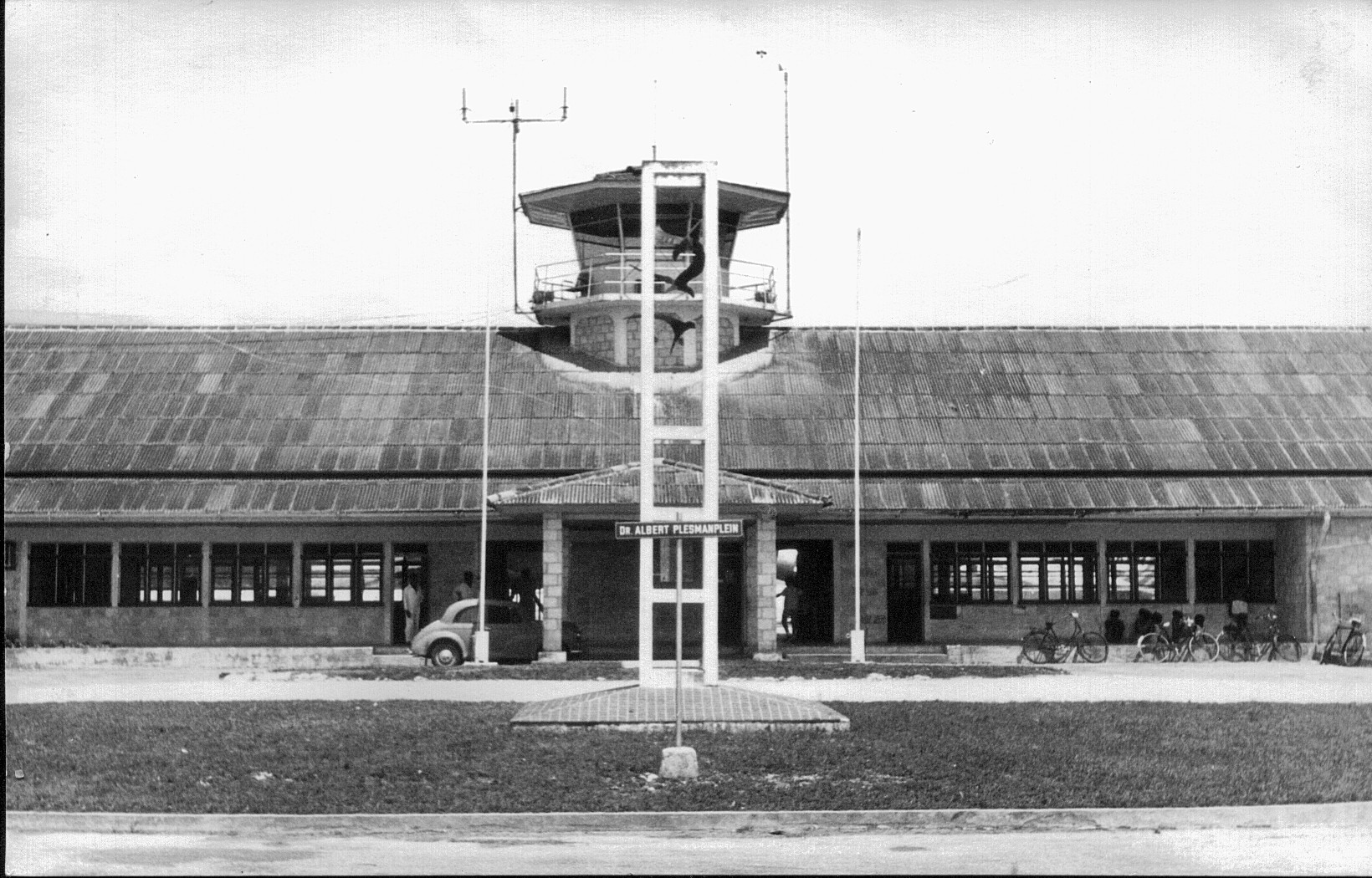
Aéroport Mokmer en 1961

L'aéroport Frans Kaisiepo (indonésien : Bandara Frans Kaisiepo) (code IATA : BIK • code OACI : WABB) est un aéroport desservant la ville de Biak, en Papouasie, Indonésie. Il est aussi connu sous le nom d'aéroport Mokmer. L'aéroport porte le nom de Frans Kaisiepo, le quatrième gouverneur de Papouasie. Il a une capacité d'accueil de sept avions au sol dont deux gros porteurs, et est doté d'un petit terminal sans passerelle aéroportuaire. La piste unique de l'aéroport est de 3 571 m de long.

## Histoire
Durant la Seconde Guerre mondiale, l'empire du Japon occupe la Nouvelle-Guinée en 1942, des bases navales et aériennes sont ainsi construites. Ainsi nait la base aérienne Mokmer. Sa piste d'une longueur de 2000 mètres fut construite par des travailleurs Romusha.
Le Japon était sur le point de construire une seconde base aérienne dans le district de Samao, mais le projet fut abandonné après le débarquement des Américains sur Biak le 16 novembre 1944. Ces derniers prirent possession de la base aérienne, une des plus modernes et complètes de l'époque, et en construisirent d'autres, telles que la base aérienne Boroku Manuhua dans le district de Boroku, et la base aérienne Sorido dans la ville de Samau.
La piste de la base de Mokmer est étendue à 3 000 m, et fut notamment utilisée par la suite par la Force aérienne royale australienne. Les forces alliées y ont maintenu leur présence jusqu'en 1945.

### Après-guerre
L'aérodrome Mokmer est situé à l'ouest du village de Mokmer, parallèle à la côte et au détroit de Japen. C'était une escale de ravitaillement pour les vols entre les États-Unis et l'Indonésie avant que les vols directs soient possibles Le 16 juillet 1957, le vol 844 de KLM s'écrase dans la Baie de Cenderawasih après son décollage. 58 des 68 passagers périssent.
L'aérodrome de Sorido est abandonné depuis 1962 et est situé au nord-ouest de Mokmer, et reste visible vue du ciel. Après la guerre, la base conserve une activité militaire et héberge des P2V Neptunes et des Hawker Hunters jusqu'au démantèlement de l'empire colonial néerlandais en 1962.
L'aérodrome de Borokoe se situe à l'ouest de Mokmer, le long de la plage. Il est délaissé après la libération de l'île par les Américains.
Le gouvernement néerlandais récupère rapidement l'aéroport. Après la proclamation de l'indépendance de l'Indonésie, les premiers vols commerciaux débutent depuis Biak, et plus précisément depuis l'aérodrome de Boroku qui dispose d'une piste de 2000 mètres. La base de Mokmer n'était plus utilisée, et ce jusqu'en 1951. Sur un décret du gouverneur de Nieuw Guinea (numéro 38/a.2/1935, en date du 17 septembre 1953), l'aérodrome de Boroku est fermé. Le gouvernement cherche alors un nouveau site pour un aéroport. Son choix se porte alors sur l'aérodrome de Mokmer.
La piste est d'abord rénovée pour accueillir des appareils civils, tels que les Douglas DC-3. Les travaux s'achèvent en 1954.
Avec l'avènement des avions à réaction tels que le Boeing 707 et le Douglas DC-8, l'aéroport est de nouveau rénové en 1959. La base de Sorido est alors fermée au trafic civil et est confiée à la Marine indonésienne.
D'août 1962 au 30 avril 1963, la Papouasie-Occidentale est administrée par l'UNTEA, et l'aéroport est géré par A.A. Widodo.
Le 1er mai 1963, l'aéroport est transféré au gouvernement Indonésien.
En 1990, l'aéroport est récupéré et géré par la société Angkasa Pura I.

## Situation
| Banda Aceh Denpasar Pangkal · Pinang Tanjung · Pandan Djakarta-Soekarno-Hatta Bengkulu Solo Semarang Pangkalan · Bun Palangkaraya Sampit Palu Djakarta-Halim Perdanakusuma Samarinda Malang Surabaya Balikpapan Ende Kupang Komodo Gorontalo Jambi Bandar Lampung Ambon Tarakan Ternate Manado Gunung · Sitoli Medan Wamena Biak Merauke Timika Jayapura Pekanbaru Batam Tanjung · Pinang Bau-Bau Banjarmasin Makassar Palembang Bandung Pontianak Ketapang Bima Lombok Manokwari Sorong Padang Yogyakarta |

## Compagnies aériennes et destinations
| Compagnies          | Destinations                                                      |
| ------------------- | ----------------------------------------------------------------- |
| Garuda Indonesia    | Jayapura-Sentani, Makassar-Sultan-Hasanuddin, Nabire (en), Timika |
| NAM Air             | Nabire (en)                                                       |
| Sriwijaya Air       | Jayapura-Sentani, Makassar-Sultan-Hasanuddin                      |
| Trigana Air Service | Jayapura-Sentani                                                  |

Édité le 07/02/2018

## Militaire

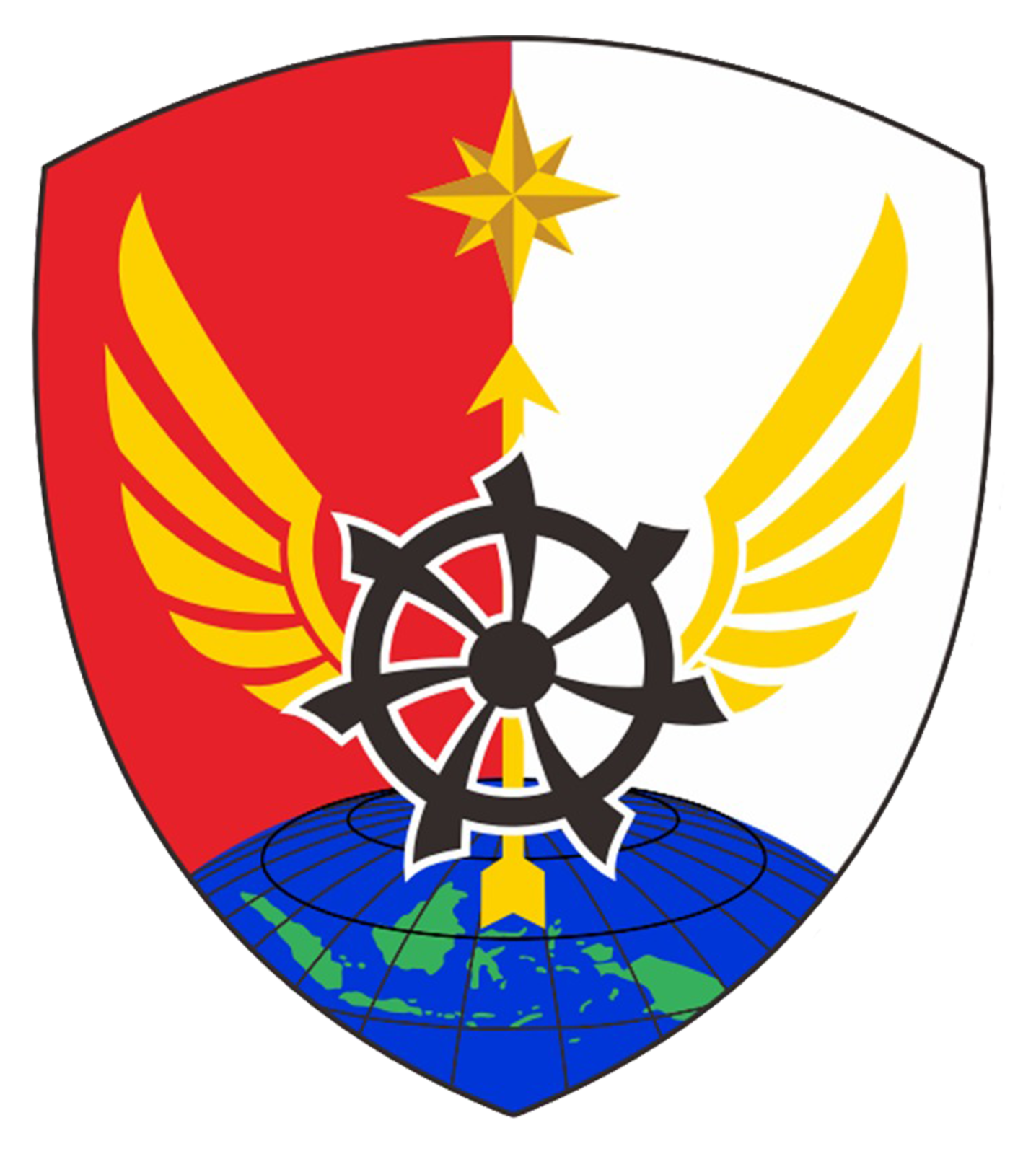
Logo de la BA Manuhua.
Logo de la Base de Biak.
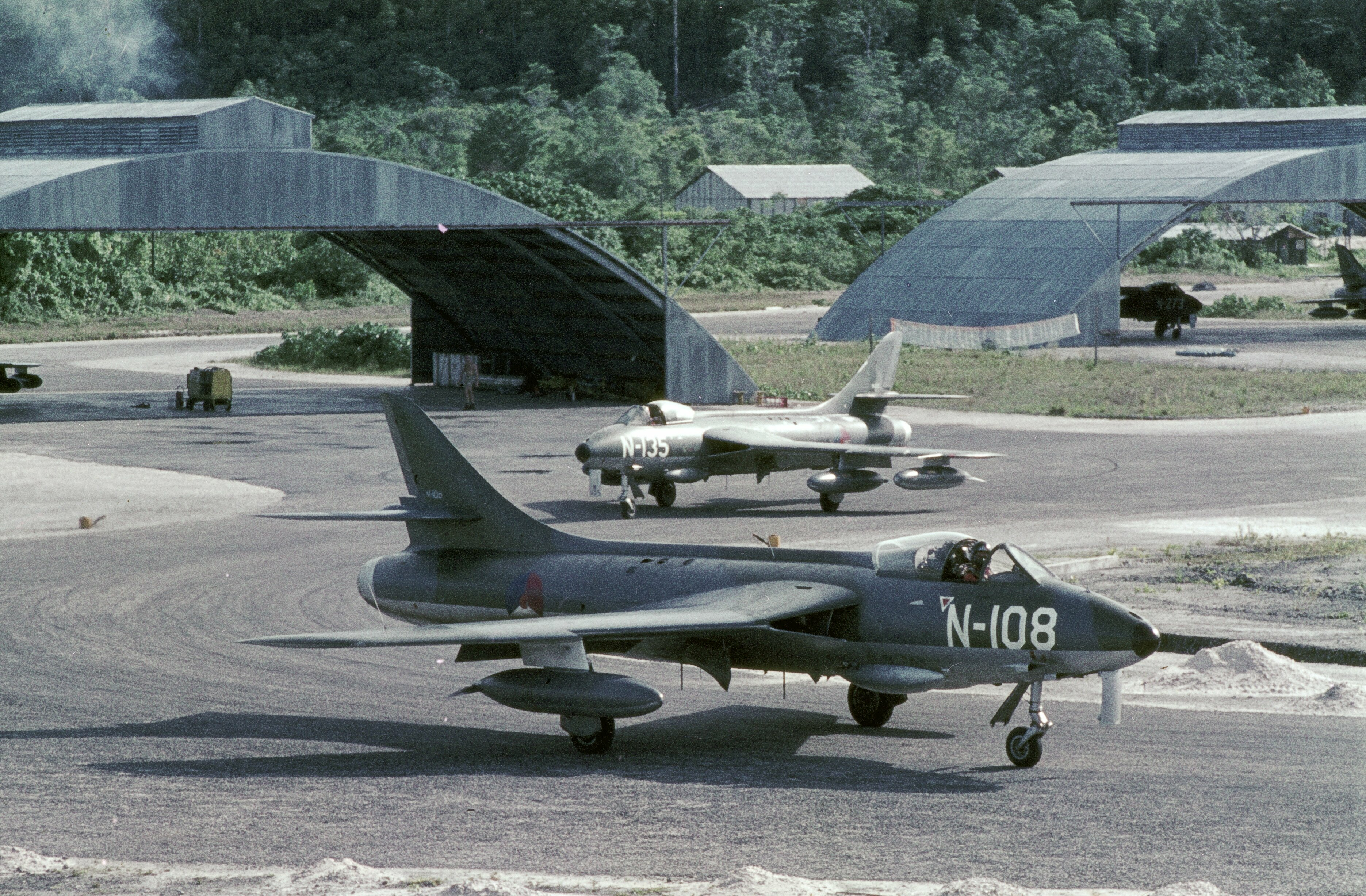
En 1962.

### Base aérienne Manuhua
L'infrastructure est aussi utilisé par l'Armée de l'air indonésienne.